# 트래비스 칙
트래비스 칙(Travis Chick, 1984년 6월 10일 ~ ) 은 메이저 리그 전 시애틀 매리너스의 선수이다.